# Християнски татуировки в Босна и Херцеговина
Християнските татуировки в Босна и Херцеговина са били широко разпространен обичай сред хърватската католическа общност в Босна и Херцеговина по време на османското владичество в периода 1463 – 1878 и до началото на 20 век.

## Произход
Практиката за татуиране на християнски символи сред хърватите католици става масова по време на османското владичество в Босна и Херцеговина. Най-вероятно знаейки за османската система на кръвния данък, католиците започват да татуират децата си с християнски символи, за да ги спасят от евентуален турски плен, където били продавани като прислужници или били обучавани в еничарския корпус. Хърватските жени също започват да се татуират с християнски символи, с надеждата това да ги предпази от вземане в плен или попадането им в нечий турски харем.
Дори и в наши дни, макар и много рядко, хърватските жени в някои части на Босна (и Херцеговина) татуират ръцете си и други видими части от тялото с християнски символи (обикновено с малък кръст) и стечки, както и челото, бузите, китката или под врата. Това е много стар обичай, който се е практикувал изключително от християните католици, и е имал специално значение в периода на османското владичество. Този обичай се е срещал и преди това още в древни времена. Така например гръцкият историк Страбон (1 век пр.н.е.) споменава за практиката за татуиране сред жителите на областта. Според друг източник от епохата това било стар илирийски обичай. В края на 19 век археологът Чиро Трухелка проучва тези типове татуировки и е първият, който издава публикации по темата и публикува техни илюстрации.
Подобен обичай е документиран и в Гърция сред влашката общност, наречен ставротипома. Влашките жени татуирали символа на кръста в ниската част на челото и в началото на носа. Причината, поради която се татуирали, е че така заявявали себе си като (православни) християни пред турците, надявайки се че по този начин ще избегнат преследване от страна на мюсюлманите.